# Perlen auf dem Meeresgrund
Perlen auf dem Meeresgrund (Originaltitel: Perličky na dně) ist ein tschechoslowakischer Spielfilm der Regisseure Věra Chytilová, Jan Němec, Jiří Menzel, Evald Schorm und Jaromil Jireš aus dem Jahr 1965. Von ihnen stammen auch die Drehbücher zu den fünf Episoden. Sie basieren auf Kurzgeschichten von Bohumil Hrabal. In seinem Heimatland kam der Streifen am 7. Januar 1966 in die Kinos. In der Bundesrepublik Deutschland hatte er seine Premiere erst am 13. November 2008 beim Filmfestival Cottbus im Rahmen der Retrospektive „Prager Frühling und die Folgen“.

## Handlung

### Episode I: Automat Welt
Während in einem Wirtshaus feucht-fröhlich-turbulent Hochzeit gefeiert wird, erhängt sich unbemerkt von den Gästen ein junges Mädchen. Ein Mann betritt das Lokal und erzählt, dass seine Freundin, die Selbstmordabsichten hatte, verschwunden sei. Sie hatten sich in seinem Atelier kennengelernt, als er eine Totenmaske schuf. Sie verlangte, dass er auch ihr eine Maske abnehme. Dabei wäre sie fast erstickt.
Die angetrunkene Braut kommt in die Gaststube, begegnet dem Mann, und die beiden gehen gemeinsam weg. Im Park draußen zerreißt der Mann den Brautschleier und hängt die Stücke an Pfählen auf. Das ist ihm nicht genug: Er will auch das Hochzeitskleid zerfetzen. Die Braut erlaubt es ihm unter einer Bedingung: Er muss ihr eine Totenmaske anfertigen.

### Episode II: Die Betrüger
Zwei alte Männer erzählen im Krankenhaus von ihrem Leben. Der ehemalige Chorsänger wird dabei zum gefeierten Heldentenor, der Mitarbeiter einer Gärtnerzeitschrift zum erfolgreichen Journalisten. Der Leichenwäscher erkennt sie als Betrüger, gibt sich aber selbst vor einem Patienten als Arzt aus.

### Episode III: Herrn Balthasars Tod
Bei einem Motorradrennen erzählt ein beinloser Zuschauer von seinen internationalen Rennerfolgen vor seinem Unfall, der ihn verkrüppelte. Das Rennen fordert das Leben eines Fahrers. Schnell wird er weggetragen; der Wettbewerb geht weiter; die Lautsprecher plärren wieder. Der tödliche Unfall wird nur kurz angedeutet. Eine bittere Tendenz: es kommt auf den Einzelnen nicht an; der Mensch und das Menschliche geraten unter die Räder.

### Episode IV: Ein Haus der Freude
Diese Episode führt in die kindlich-naive Bilderwelt eines Amateurmalers, der mit Chagall-bunten Werken die Wände seines Häuschens bedeckt. Die Vertreter einer Versicherung müssen feststellen, dass es hier nichts zu versichern gibt. Eine Liebeserklärung an eine bunte, unreflektierte Märchenwelt.

### Episode V: Romanze
„Romanze“ ist die Liebesgeschichte eines Zigeunermädchens mit einem jungen Installateur. Die beiden haben sich kaum kennen gelernt, da schmiedet die junge Zigeunerin schon Pläne für ein gemeinsames Leben. Der unbeholfene junge Mann gibt sich schnell vor der Vitalität des Mädchens geschlagen. Sie besuchen gemeinsam das Zigeunerlager, aber der Großvater empfängt sie mit dem Schießeisen. Schon ist das kurze Glück vorbei.

## Kritik und Auszeichnung
Voll des Lobes zeigt sich der Evangelische Filmbeobachter: „Aus 5 Kurzfilmen bestehender Episodenfilm junger tschechoslowakischer Regisseure. Den zugrunde liegenden Erzählungen eignet große Aufrichtigkeit in der Betrachtung des Lebens, das teils absurd, teils mit schwarzem Humor, teils tragikomisch geschildert wird. Allen zu empfehlen.“ Die Episode „Romanze“ wurde 1966 bei den Internationalen Kurzfilmtagen Oberhausen mit dem „Großen Preis für Kurzspielfilme“ ausgezeichnet.